# Parc national des Bonteboks
Le parc national des Bonteboks est un parc national sud-africain situé dans la province du Cap-Occidental. Créé en 1931, il couvre 27,86 km2.

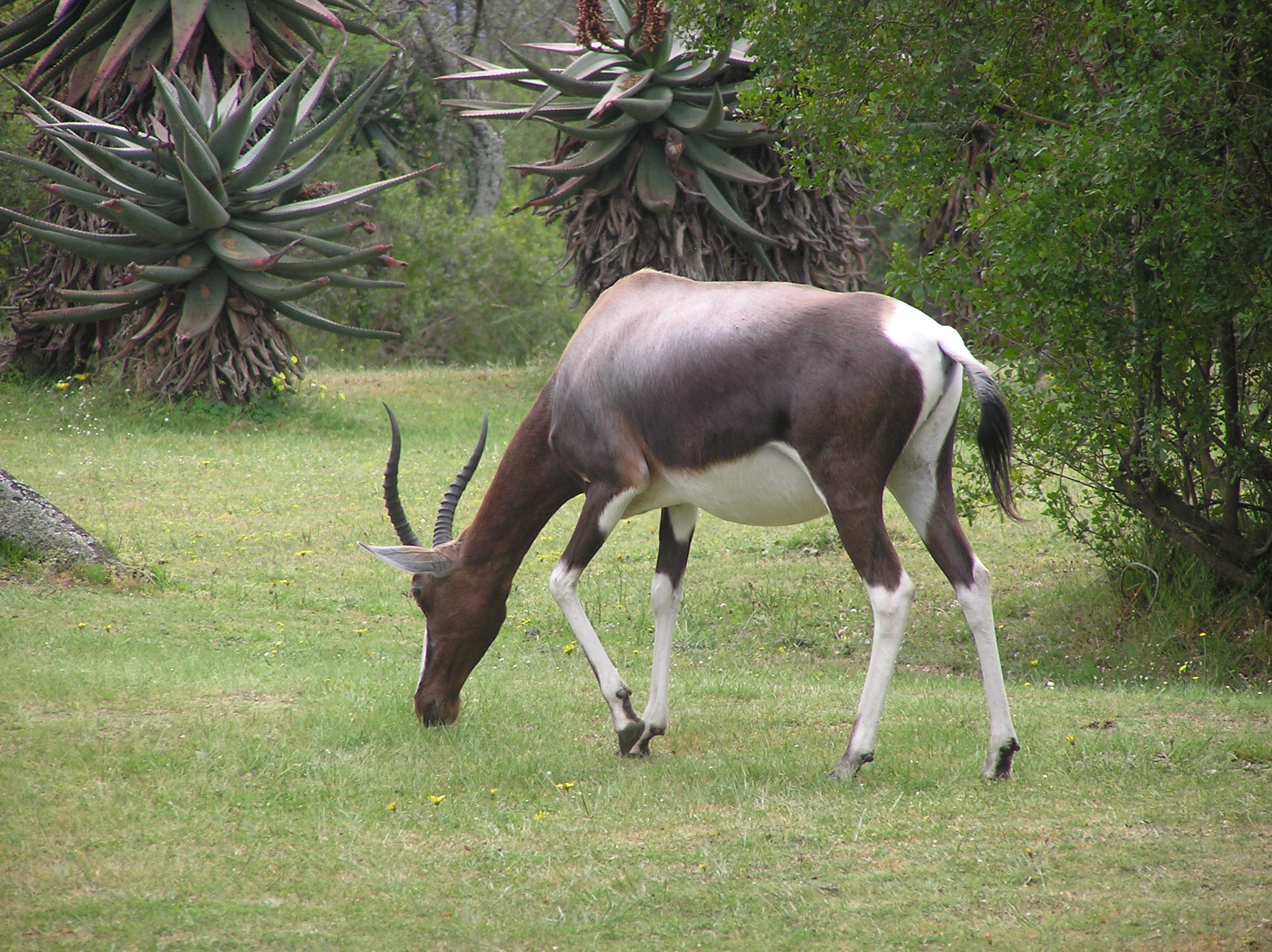
Bontebok.